# Corbeny
Corbeny es una comuna francesa situada en el departamento de Aisne, de la región de Alta Francia.

## Demografía
| 540 | 517 | 495 | 578 | 591 | 633 | 710 | 734 |
| Para los censos de 1962 a 1999 la población legal corresponde a la población sin duplicidades (Fuente: INSEE [Consultar]) |     |     |     |     |     |     |     |